# Benington (Hertfordshire)
Pour les articles homonymes, voir Benington.
Benington est une paroisse civile et un village du Hertfordshire, en Angleterre.